# البرنامج الدولي للحد من عمالة الأطفال
يعد البرنامج الدولي للحد من عمالة الأطفال (IPEC) عبارة عن برنامج قامت منظمة العمل الدولية بتطبيقه منذ عام 1992. والهدف من البرنامج الدولي للحد من عمالة الأطفال هو العمل نحو الحد من عمالة الأطفال من خلال تقوية قدرات الدول للتعامل مع مشكلات عمالة الأطفال ومن خلال خلق حركة دولية لمواجهة عمالة الأطفال.

## معلومات عامة
تتمثل المجموعات ذات الأولوية التي يستهدفها البرنامج الدولي للحد من عمالة الأطفال في الأطفال الذين يعملون في أسوأ أشكال عمالة الأطفال مثل الرقيق والممارسات التي تشبه الاستعباد مثل عمالة الأطفال الاستعبادية والأطفال العاملين في ظروف عمل ومهن تتسم بالخطورة. كما يركز البرنامج الدولي للحد من عمالة الأطفال كذلك على الأطفال المعرضين للخطر بشكل خاص، أي الأطفال الصغار للغاية الذين يعملون (أقل من 12 عامًا) والفتيات الصغار العاملات.
وتعد الرغبة والالتزام السياسيان للحكومات المفردة للتعامل مع عمالة الأطفال بالتعاون مع أصحاب الشركات ومنظمات العمال، وغيرها من المنظمات غير الحكومية الأخرى وغير ذلك من الأطراف ذات الصلة في المجتمع، مثل الجامعات ووسائل الإعلام، هي نقطة البداية لكل الإجراءات التي يتم تنفيذها من خلال البرنامج الدولي للحد من عمالة الأطفال. ويتم بناء الاستدامة من البداية من خلال التركيز على «الملكية» في الدولة. ويتم منح الدعم للمنظمات الشريكة من أجل تطوير وتنفيذ الإجراءات التي تهدف إلى منع عمالة الأطفال وسحب الأطفال من الأعمال التي تتسم بالخطورة وتوفير البدائل وتحسين ظروف العمل كإجراء انتقالي تجاه الحد من عمالة الأطفال.

## الإستراتيجية
يتم تطبيق إستراتيجية مرحلية ومتعددة القطاعات تتكون من الخطوات التالية:
- تحفيز تحالف واسع النطاق من الشركاء للإقرار بخطورة عمالة الأطفال والعمل ضدها.
- تنفيذ تحليل الوضع للتعرف على مشكلات عمالة الأطفال في الدولة.
- المشاركة في تطوير وتنفيذ السياسات القومية المتعلقة بمشكلات عمالة الأطفال.
- تقوية المنظمات الحالية ووضع آليات مؤسسية.
- خلق الوعي حول المشكلة في مختلف أرجاء العالم، في المجتمعات وأماكن العمل.
- تعزيز تنمية وتطبيق التشريع الوقائي.
- دعم الإجراءات المباشرة مع العمال من الأطفال (المحتملين) لأغراض العرض، بما في ذلك البرامج المحدودة زمنيًا للتعامل مع أسوأ أشكال عمالة الأطفال.
- تكرار وتوسيع المشروعات الناجحة لتكوين برامج شركاء.
- تسهيل مشكلات عمالة الأطفال من خلال وضع سياسات وبرامج وميزانيات اجتماعية واقتصادية.

## وصلات خارجية
- IPEC Home Page